# Models FX
Models FX – polska grupa taneczna, założona 8 marca 2000 roku. Prekursorzy tańca erotycznego w Polsce. W 2000 roku grupa odbyła trasę po Japonii, a następnie występowała w Stanach Zjednoczonych i w Europie – Holandii, Szwecji, Niemczech, Austrii, Rosji, Włoszech. Założycielem grupy jest Mariusz Jarosiński. W Polsce tancerze występowali na galach konkursowych: Miss Polski, Model Face, Playboy'a, Międzynarodowych Targach Poznańskich oraz na wielu innych dużych znaczących eventach.

## Skład grupy
- Mariusz Jarosiński - I Wicemister Poland 2003[6], Mister Fitness 2003, Mister Tele magazynu 2003
- Michał Bogusławski
- Krzysztof Marciniak
- Piotr Danielski
- Marcin Buczyński
- Sebastian Połukard
- Michał Tyborowski
- Mariusz Kabaciński- finalista programu Sextet
- Norbert Ignasiak
- Marcin Żukowski
- Michał Moskwa
- Krzysztof Michalski
- Łukasz Maciak

## Filmografia

### Mariusz Jarosiński[7][8]
- 2007: serial tv „Kryminalni”, (odc. 78 pt. „Białe tango”) – obsada aktorska, jako Iwan.
- 2007: serial tv „Magda M.”, (odc. 53) – obsada aktorska, jako Czarek.
- 2007: program tv „Pytanie na śniadanie - gość programu
- 2007: program tv „Dzień dobry TVN” - gość programu

### Piotr Danielski[9][10]
- 2002-2010: serial tv „Samo życie” - obsada aktorska, jako szef ekipy tragarzy.
- 2006: serial tv „Będziesz moja” - obsada aktorska, jako striptizer.
- 2006: serial tv „Kryminalni”, (odc. 52 pt. „Apteka”) – obsada aktorska, jako pomocnik aptekarza.
- 2006: serial tv „Na dobre i na złe”, (odc. 261 pt. „Sprawy rodzinne”) – obsada aktorka, jako pomocnik windykatora.
- 2007: serial tv „Kryminalni”, (odc. 78 pt. „Białe tango”) – obsada aktorska, jako Paweł Sobotka „Paolo”.
- 2008: serial tv „Teraz albo nigdy!”, (odc. 21) – obsada aktorska, jako boy hotelowy.

## Udział w programach telewizyjnych: (wybrane)
- 2005: VI edycja reality show Bar Europa w TV4 – wystąpili w programie.
- 2007: II edycja programu Jak oni śpiewają tv Polsat – Mariusz Jarosiński wystąpił w programie u boku Patrycji Kazadi.
- 2012: odc pt. „Chippendales - show dla kobiet” program Uwaga! w TVN – bohaterowie reportażu[11]